# Clan MacDougall
MacDougall ist der Name eines schottischen Clans, der seinen Stammsitz nördlich von Oban in Argyll hat und dessen Stammvater Dugald ist, ein Sohn von König Somerled von den Inseln.

## Geschichte
Die MacDougalls stellten sich Robert the Bruce entgegen, als dieser die Königswürde Schottlands für sich beanspruchte, und unternahmen einen Mordversuch, bei dem allerdings drei Angehörige des eigenen Clans ums Leben kamen. Die Rivalität mit den Bruces ging weiter, bis Ewan, der 5. Chief, eine der Enkelinnen von Bruce heiratete. Ewan hinterließ keine Söhne, sondern zwei Töchter, Janet und Isabel, und so übernahmen deren Ehegatten, die Brüder Robert Stewart of Durrisdeer und John Stewart of Innermeath vom Clan Stewart die Besitzungen um den Clansitz in Lorn. Neuer Chief wurde Ewans Bruder Alan, dessen Nachfahren 1457 die Ländereien von Dunollie zurückerwarben, wo seitdem der Sitz des Clans ist. Für die Teilnahme am Ersten Jakobitenaufstand von 1715 auf jakobitischer Seite wurde ihr Besitz beschlagnahmt; nachdem sie aber 1745 beim Zweiten Aufstand auf der siegreichen Seite des Königs gekämpft hatten, erhielten sie ihr Land zurück. Das Motto des Clans lautet Buaidh no bàs („Sieg oder Tod“).
Das einunddreissigste Clanoberhaupt ist seit 1990 Morag Morley MacDougall of MacDougall and Dunollie.

## Bilder

Clan-Abzeichen und Motto
Wappen der MacDougall of MacDougall
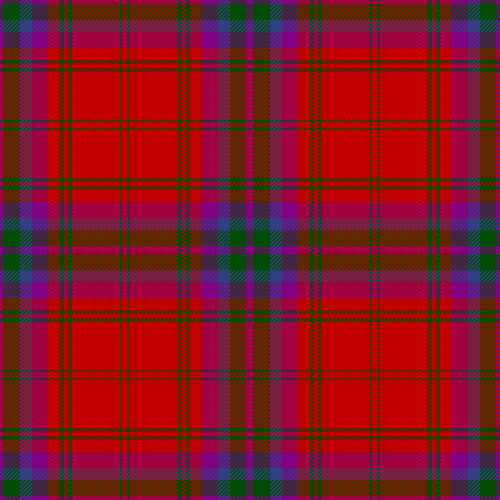
Tartan
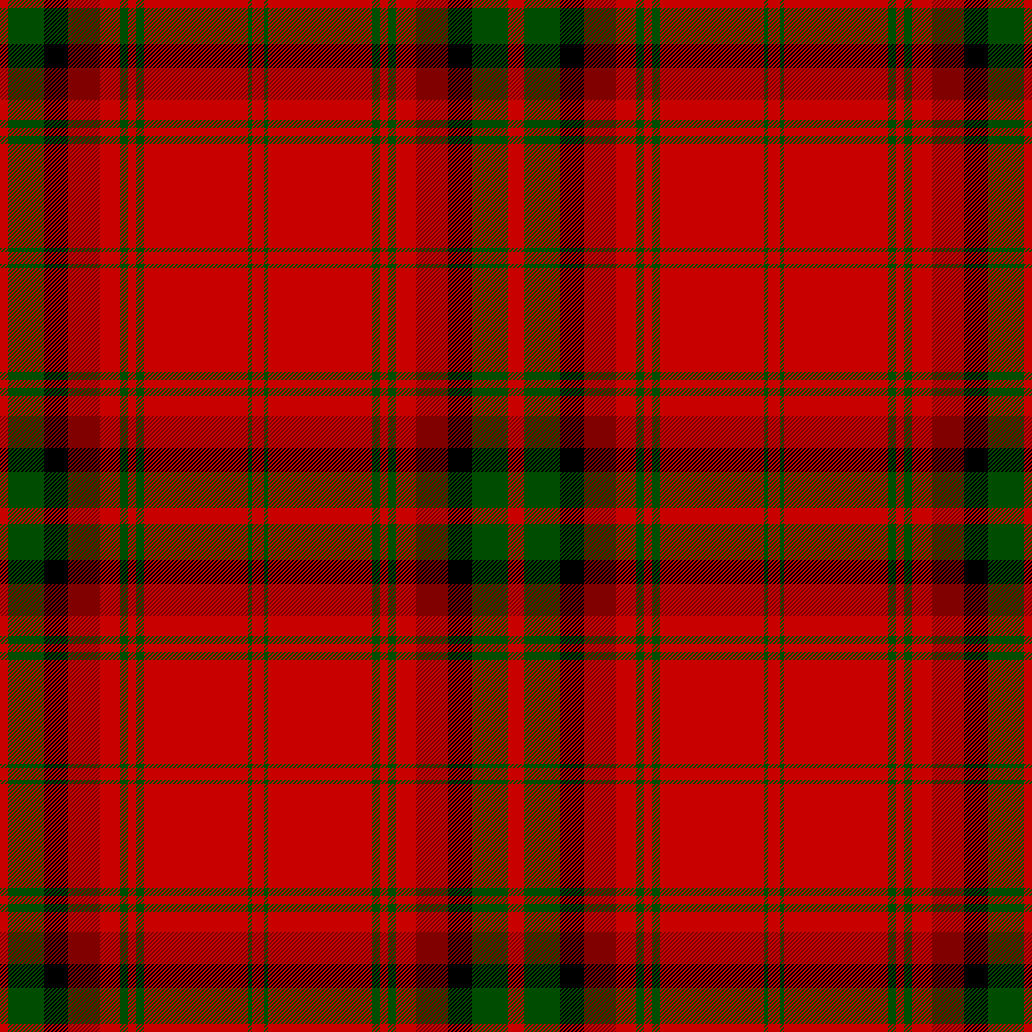
MacDougall Tartan